# Glenea besucheti
Glenea besucheti é uma espécie de escaravelho da família Cerambycidae. Foi descrita por Stephan von Breuning em 1974. É conhecida a sua existência nas Filipinas.